# Парфёново (Череповецкий район)
Парфёново — деревня в Череповецком районе Вологодской области России.
Входит в Малечкинское сельское поселение, с точки зрения административно-территориального деления — в Малечкинский сельсовет.

## География
Расстояние по автодороге до районного центра Череповца — 25 км, до центра муниципального образования Малечкино — 6 км. Ближайшие населённые пункты — Климово, Леонтьево, Киселево.

## Население
| 2010 |
| ---- |
| 0    |

По данным переписи в 2002 году постоянного населения не было.